# Turrivalignani
Turrivalignani – miejscowość i gmina we Włoszech, w regionie Abruzja, w prowincji Pescara.
Według danych na rok 2004 gminę zamieszkiwało 868 osób, 144,7 os./km².